# Masazō Nonaka
Masazō Nonaka (in giapponese: 野中 正造; Ashoro, 25 luglio 1905 – Hokkaido, 20 gennaio 2019) è stato un supercentenario giapponese, vissuto 113 anni e 179 giorni.
È stato il più longevo uomo vivente al mondo dopo la morte del 113enne spagnolo Francisco Núñez Olivera avvenuta il 29 gennaio 2018. Nonaka è divenuto il più longevo uomo giapponese vivente dopo la morte del 112enne Masamitsu Yoshida avvenuta il 29 ottobre 2016.

## Biografia
Masazō Nonaka sposò Hatsuno Nonaka e con lei ebbe 5 figli (2 dei quali gli sono sopravvissuti). Trascorse gli ultimi anni della sua vita su una sedia a rotelle. Sosteneva che la sua longevità fosse dovuta al mangiare dolci e frequentare le terme. Nonaka risulta la quattordicesima persona di sesso maschile più longeva di sempre, la cui età sia stata verificata.